# 羅格 (中國)
羅格（1955年—），湖南省人。大学学历，高级工程师。

## 生平
1978年中国科学技术大学毕业。1987至1988年在对外经济贸易大学进修。先后在航天工业部、航空航天工业部第二研究院、中国长城工业总公司工作。1994年任中国国家航天局外事司副司长，司长。2004年11月任国家航天局副局长。